# Cristian Fabián Díaz
Cristian Fabián Díaz Sichi (Buenos Aires, Argentina, 18 de mayo de 1976), conocido como Cristian Díaz, es un exfutbolista argentino que jugaba como defensa.

## Trayectoria
Empezó su carrera profesional en el C. A. Platense en 1994. Dos años después, fichó por el Club Atlético de Madrid "B" y llegó a debutar en la Copa de la UEFA con el primer equipo ante la S. S. Lazio el 14 de abril de 1998. En enero de 1998 fue cedido al Málaga C. F., con quien consiguió un ascenso a Primera División en la temporada 1998-99. Tras regresar al Atlético, salió nuevamente en calidad de cedido en el mercado de invierno de 2000, esta vez al Elche C. F. En el verano de 2000, fue traspasado a la U. D. Salamanca y, en 2002, fichó por el Real Sporting de Gijón. En 2005 se incorporó a la plantilla del C. F. Ciudad de Murcia, por lo que recaló en el Granada 74 C. F. cuando éste compró los derechos del equipo murciano. En 2008, firmó con el C. F. Atlético Ciudad, de Segunda División B, donde abandonó la práctica del fútbol tras rescindir su contrato.

## Selección nacional
Con la selección argentina sub-20, se proclamó campeón del Mundial sub-20 de 1995, celebrado en Catar, tras vencer en la final a Brasil por 0-2. Sin embargo, no llegó a participar en ningún encuentro de la competición.

## Clubes
| Club                        | País      | Año       |
| --------------------------- | --------- | --------- |
| C. A. Platense              | Argentina | 1994-1997 |
| Club Atlético de Madrid "B" | España    | 1997-1998 |
| Club Atlético de Madrid     | España    | 1998-1999 |
| Málaga C. F.                | España    | 1999      |
| Club Atlético de Madrid     | España    | 1999-2000 |
| Elche C. F.                 | España    | 2000      |
| U. D. Salamanca             | España    | 2000-2002 |
| Real Sporting de Gijón      | España    | 2002-2005 |
| C. F. Ciudad de Murcia      | España    | 2005-2007 |
| Granada 74 C. F.            | España    | 2007-2008 |
| C. F. Atlético Ciudad       | España    | 2008-2009 |

## Palmarés

### Copas internacionales
| Título         | Club                       | País  | Año  |
| -------------- | -------------------------- | ----- | ---- |
| Mundial sub-20 | Selección argentina sub-20 | Catar | 1997 |